# Nerín
Nerín ist ein spanischer Ort in den Pyrenäen in der Provinz Huesca der Autonomen Gemeinschaft Aragonien. Der Ort gehört zur Gemeinde Fanlo. Nerín hatte im Jahr 2015 22 Einwohner.
Nerín liegt im Valle de Vio.

## Sehenswürdigkeiten
- Romanische Pfarrkirche San Andrés, erbaut im 12. Jahrhundert
- Ermita Santa María